# Stora Hammars gamla kyrka

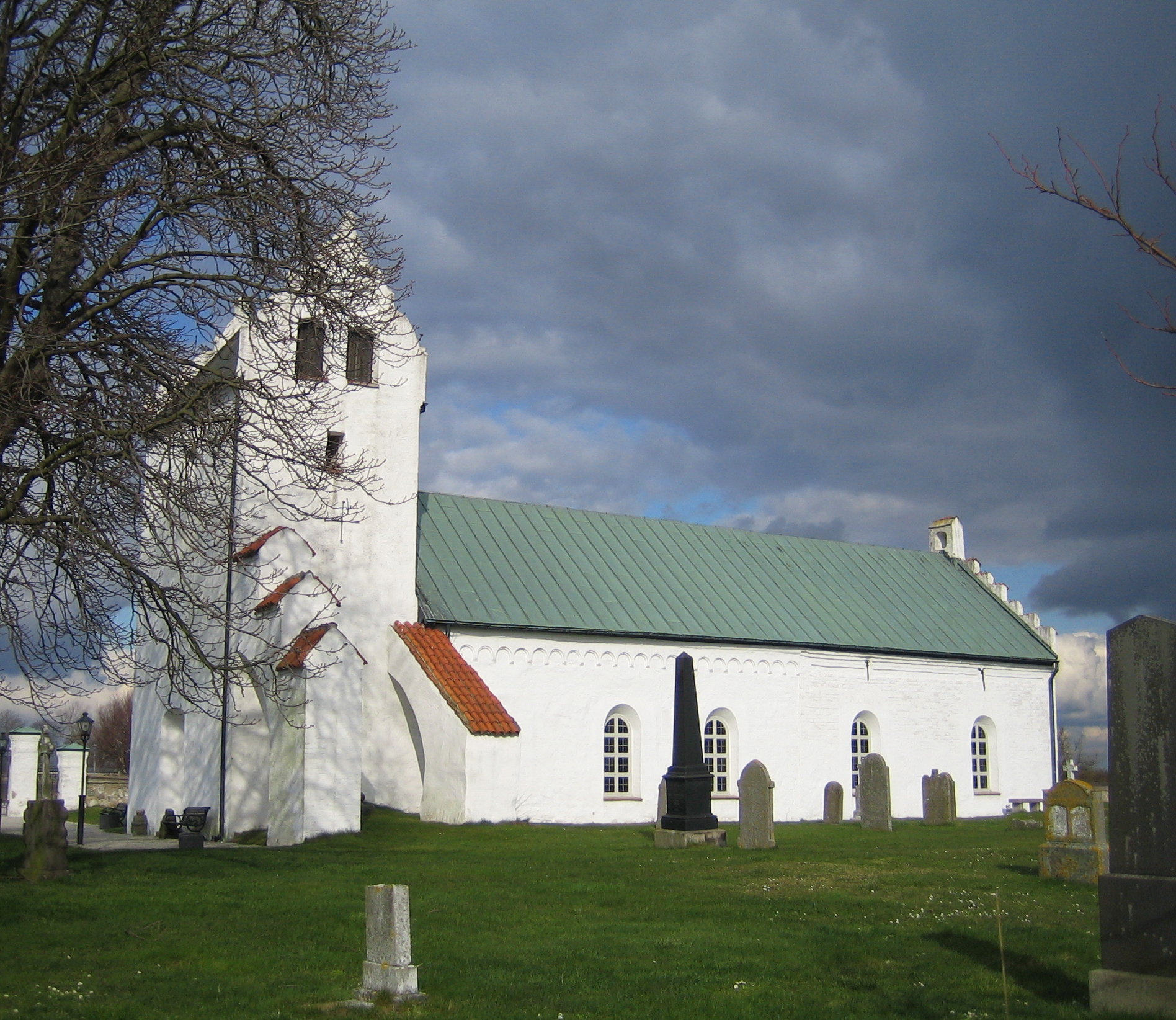
Södra långsidan.

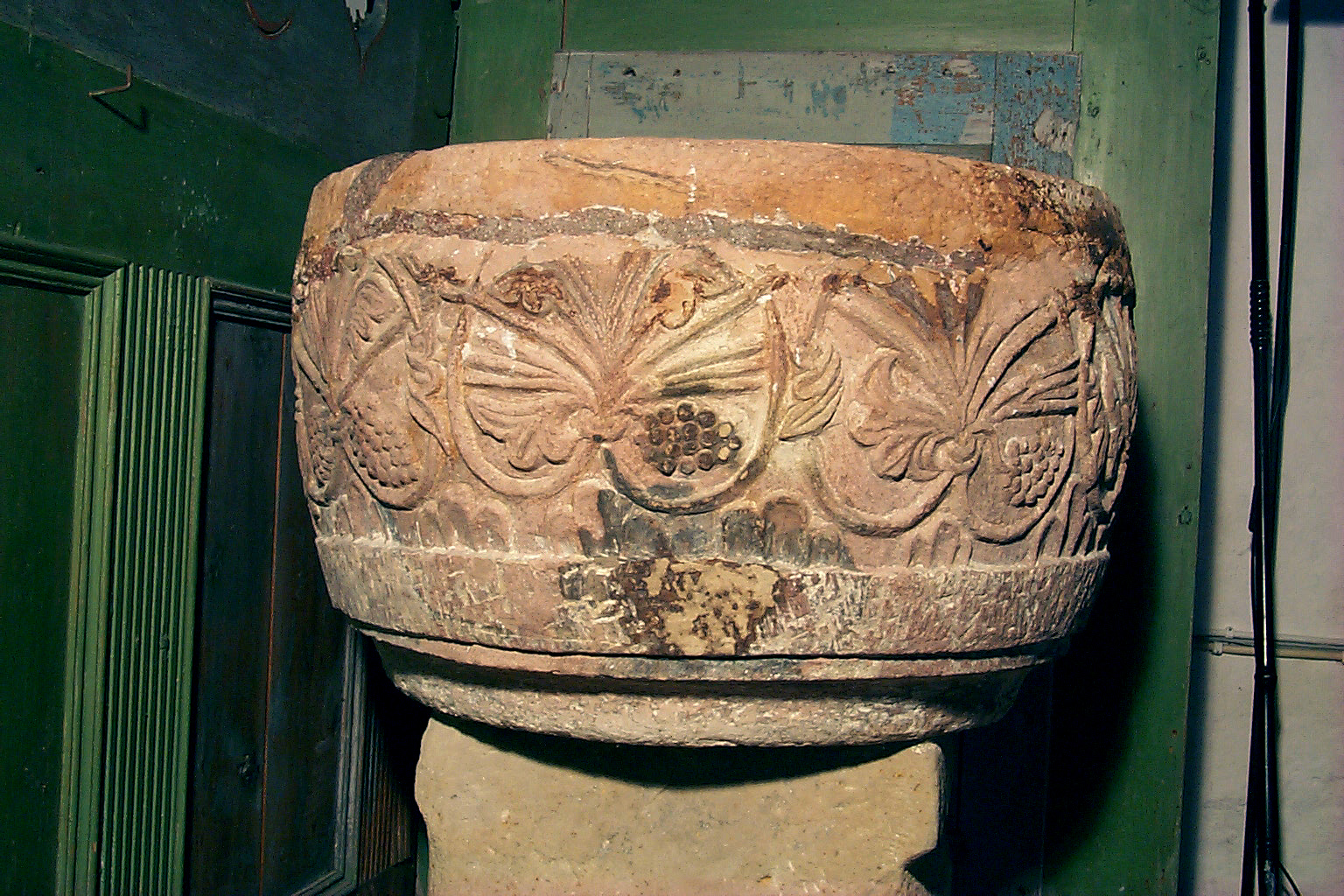
Dopfunten.

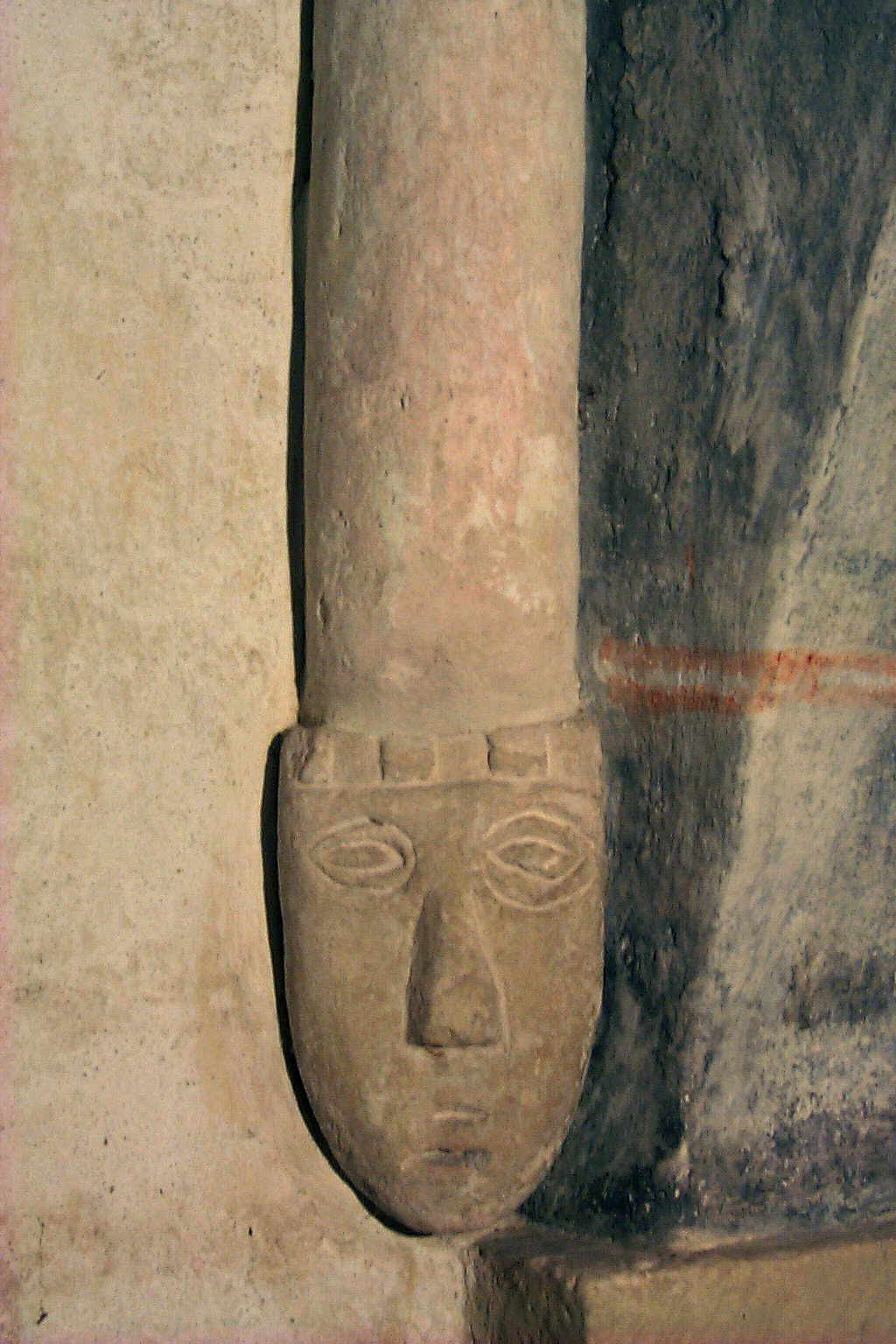
Kungahuvudet i tornrummets valv.

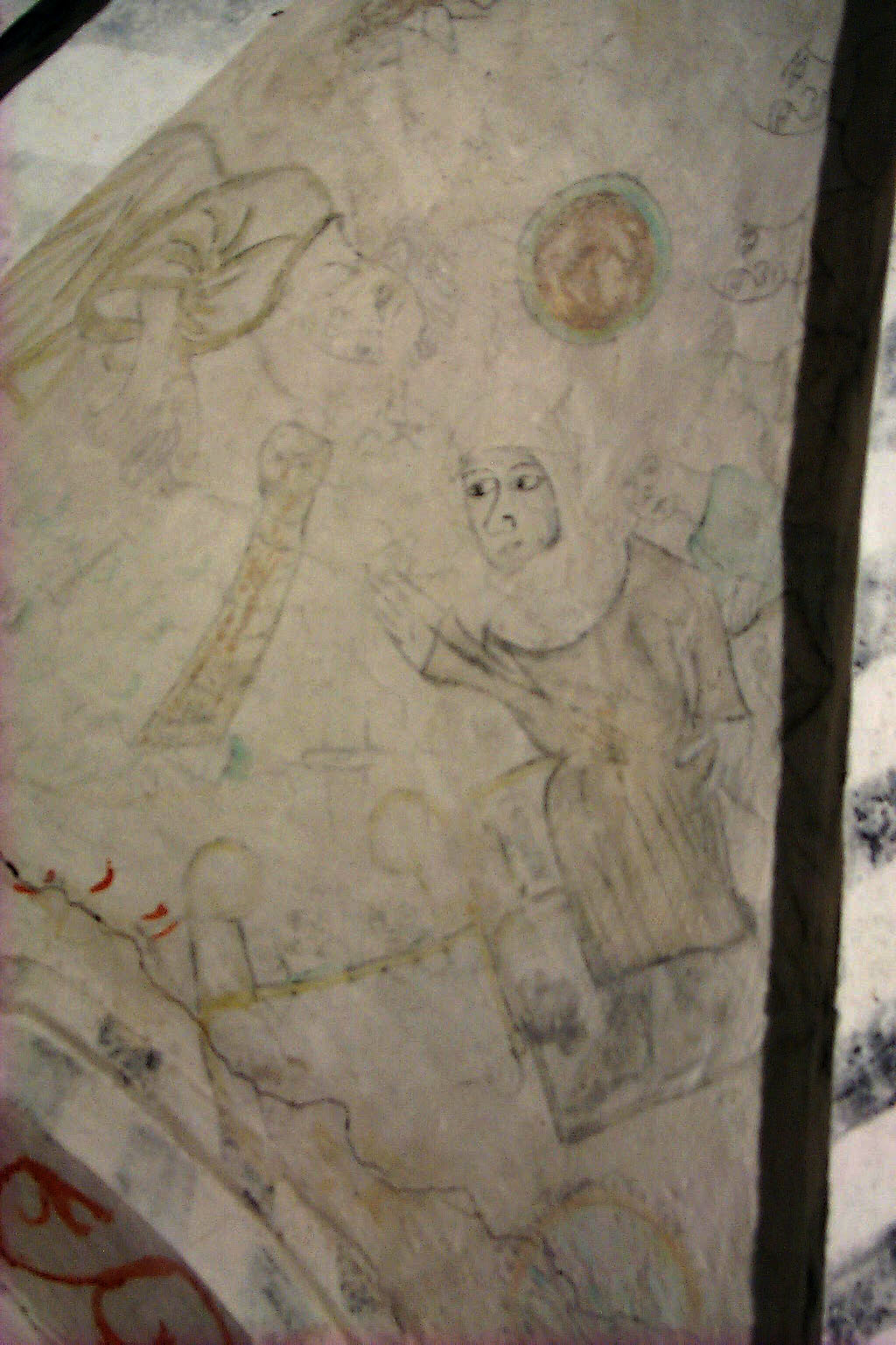
Kalkmålning i långhusvalvet.

Stora Hammars gamla kyrka är en kyrkobyggnad i Stora Hammar utanför Höllviken i sydvästra Skåne. Den tillhör Höllvikens församling i Lunds stift.

## Kyrkans äldre historia
Stora Hammars gamla kyrka är en av Söderslätts mest välbevarade kyrkor från tidig medeltid. När kyrkan omnämns första gången i bevarat skriftligt material är den ett medeltida  prebende åt Lunds domkapitel. 
Kyrkan är uppförd av den anonyme Oxiemästaren, som fått sitt namn efter sina alltjämt välbevarade stenarbeten i Oxie kyrka. Kännetecknande för denne mästare är att han arbetar i kritsten och ofta avbildar ett lejon som äter vindruvor. I Stora Hammar finns en bevarad bild av just ett sådant lejon, vilket en gång suttit i den södra ingångsportalen. Ett annat lejon, svårt vittrat, sitter sekundärt inmurat i den östra korgaveln. En annan kännetecknande detalj för denne mästare är en speciell rutornamentik. Ett kritstensblock med denna ornamentik finns bevarad i kyrkan. Blocket måste en gång ha suttit i triumfbågen. Den välbevarade dopfunten i kyrkan är också ett verk av Oxiemästaren. 
Genom att denne mästare finns representerad i byggnadsdelar som murats in i kyrkan vid själva uppförandet är det ingen tvekan om att han också står bakom själva kyrkobygget. Genom en dendrodatering av en bevarad, ursprunglig träbjälke över långhuset, vilken huggits i perioden 1151-1155, kan stenkyrkans uppförande fastställas till 1150-talet. Dendroundersökningen, vilken initierades av Fotevikens Museum och utfördes av Alf Bråthen, ger ytterst värdefull fakta kring de tidiga skånska stenmästarna. Tidigare hade man nämligen ingen absolut datering att stödja dessas verksamheter på. Genom att klargöra att Oxiemästaren var verksam redan på 1150-talet (man hade tidigare gissat på slutet av 1100-talet) måste till exempel hans lärare Mårten stenmästare varit aktiv redan på 1130-1140-talen, troligtvis som en av stenmästarna i slutförandet av Lunds domkyrka.
Den äldsta kyrkan uppfördes av hörnkvadrar och mellanliggande murar av större flintstensblock. Den bestod av ett långhus samt ett kor. Om koret avslutats med en absid i öster kan inte klargöras. Hela koret revs nämligen under 1400-talet och det nuvarande, mycket stora koret uppfördes i tegel. Tidigare hade öppningen mellan kor och långhus bestått av två mindre öppningar, åtskilda av en mittpelare. Den stora stenbasen till denna mittpelare finns i dag som fot till dopfuntens cuppa. De två öppningarna har dessutom på norra respektive södra sidan avslutats av en stenpelare. Två stenkapitäl till dessa finns i dag bevarade.     
Runt 1200 uppfördes att brett västtorn. Tornrummet försågs av ett kryssvalv i tegel. Valvkonsolerna är tidstypiska med långa skaft. Själva kapitälen är utformade som människohuvud, bl.a. ses en kung med krona. Det är inte otänkbart att tornet uppförts som ett mausoleum över en lokal storman. Grävningar i tornrummets golv kan lätt bekräfta detta förhållande.
Vid samma tid som tornets tillkomst bör långhusets äldsta romanska målningar ha tillkommit. Dessa finns endast i långhusets östra del och har fragmentariskt bevarats ovanför de på 1400-talet insatta långhusvalven. En avbildning av en stor, blå fisk och vågor samt några träd är bland motiven. Ovanför valven kan också fortfarande ses rester efter den tidigare triumfbågen samt ett välbevarat, ursprungligt fönster i norra långhusmuren.
Vid kyrkans restaurering avtäcktes kalkmålningar i långhusvalven. Dessa är dock mycket blekta. Målningarna är utförda av den så kallade Nödebogruppen som var verksam omkring 1400. Mästaren bakom denna skola har också mer informellt kommit att kallas "de stora näsornas mästare".

## Några årtal i kyrkans senare historia
En av de bevarade långhusbänkarna är försedd med årtalet 1628 medan bänken invid altaret bär årtalet 1688. Över den medeltida dopfunten finns en stor baldakin av trä som bär årtalet 1698. Denna är utförd av Malmökonstnären Claes Giertsson. 
Omkring 1700 uppsattes läktaren utmed långhusets västra och norra sida. På 1920-talet borttogs den norra läktaredelen, som fram till 1920-talet fortsatte utmed hela norra långhusmuren. Läktarbarriären har flera målningar av apostlarna, troligen utförda av Claes Giertsson. Det är en blodig martyrhistoria som här framställs. 
- Petrus korsfästs
- Filippos korsfästs
- Andreas korsfästs
- Simon genomborras av ett spjut
- Tomas dödas med svärd
- Matteus sticks ner med svärd
- Jakob d.ä. dödas med yxa i huvudet
- Judas Taddeus får huvudet kluvet
- Jakob d.y. får ögonen utstuckna
- Bartolomeus flås levande

Om Johannes står det dock att han inte blev martyr utan istället ”Blef Sootdöd”.
Altaruppsatsen och predikstolen är 1755 snidad av den skånske träsnidaren Johan Ullberg i bondbarock. Ullberg var krögare i Hurva men också en skicklig snidare som arbetat med många skånska kyrkor.
År 1825 uppbyggdes den gustavianska orgelfasaden i västra delen av långhuset. Orgeln tillverkades av Carl Grönvall från Hyby.
Först 1804 upphörde tornrummet i väster att vara ett slutet rum. Då togs västdörren upp och rummet blev ingångsrum till kyrkan. År 1806 kunde därför det medeltida vapenhuset i söder rivas. En medeltida järndörr, rimligtvis från det äldre vapenhuset, insattes i den nya dörröppningen. Fortfarande fanns dock vapenhuset i norr kvar. Detta revs först 1846. Dessa två vapenhus, ett framför männens ingång i söder och ett framför kvinnornas i norr, hade troligtvis tillkommit i samband med att koret under 1400-talet utvidgades österut.
År 1902 stod Stora Hammars nya kyrka i Höllviken klar. Den medeltida kyrkan hade härmed tjänat ut som sockenkyrka. Riksantikvarieämbetet i Stockholm godkände rivningen av den gamla, men på en kyrkostämma 1903 beslöt man sig för att inte riva denna. Kyrkan fick stå kvar under namnet Ödekyrkan och förfalla. I närmare 25 år pågick förfallet, tills John af Klercker, som var Riksantikvarieämbetets ombud, fick upp ögonen för kyrkan. Johan af Klercker härstammade via sin mor från den Lovénska släkten, en släkt som i 150 år från mitten av 1700-talet utgjort prästerskapet i Räng, däribland i Stora Hammars gamla kyrka. Detta vittnar bland annat altaret och predikstolen om som tillkom 1755 och bär Pehr Lovéns namn. Johan af Klercker startade en insamling bland släktens medlemmar. År 1925 kunde 11 200 kronor överlämnas och användas framförallt till ett nytt tak och nya fönster. År 1929 återinvigdes kyrkan. Genom släktens insatser kom kyrkan att bli släkten Lovéns minneskyrka. Släkten fick i samband med detta tillstånd att förse en del av fönstren med initialer och symboler för avlidna Lovénare. Kyrkan håller även ett kolumbarium för den Lovénska släkten.

## Nicolovius och Stora Hammars kyrka
Nils Lovén (Nicolovius), var författaren till det klassiska verket ”Folklivet i Skytts härad” vilken utkom 1847. Han växte upp i prästfamiljen i Stora Hammar och har i sin bok ingående beskrivit kyrkolivet i Stora Hammar och Rängs församlingar i början av 1800-talet. Nedan följer några notat från denna bok, vilka visar hur dopet i kyrkan gick till vid denna tid.
Det odöpta barnet var i stor fara för att bli attackerad av troll. Tills dopet var klart brann därför alltid ljus hela natten i stugan och barnet var ”stålat”, dvs. det låg en järnbit i vaggan.
Modern fick mellan födsel och dop vara noggrann se så att hon inte påverkade barnet negativt till exempel genom följande:
Om hon åt och drack för mycket skulle barnet som vuxen aldrig bli mätt och otörstigt.
Hon skulle akta sig för katt som sprungit under en likkista. Om den sprang under vaggan och det var en flicka blev barnet en mara.
Om modern rörde vid ett eggjärn innan dopet skulle barnet skadas av kniv eller yxa.
Efter födelsen fick barnets första bad endast ske i vatten som fanns i stugan. Om detta saknades fick man bada det i svagdricka. Badvattnet kastades inte ut utan skvälptes ut på golvet så att inte älvorna eller bäckahästen skulle kunna göra använda det för trolldomskonster. I första badvattnet lade man också ner saker som var bra, till exempel en guldring och silverpengar. Ville man att barnet skulle bli vitt i skinnet lade man i ett ägg i badvattnet. Hade modern vidrört svin under graviditeten kastades svinhår i vattnet.
Modern fick inte äta hönskött för då blev barnet knottrigt i skinnet.
När barnet skulle svepas inför dopet skulle det krama en bit ost och bröd för att det inte skulle bli en framtida frossare. Ett par synålar skulle instickas i kors i mössan och på bröstklädet.
Vid själva frambärandet under dopet fick modern inte vara med. Den som bar barnet skulle bära fram det snabbt till dopfunten, då skulle barnet bli hurtigt. Barnet skulle också bäras högt för då fick det framtida anseende och blev ej blyg.
Gudmor skulle sakta läsa efter allt vad prästen sade vilket gav barnet ett starkt minne. Hon skulle också, när prästen vattenbegöt barnet, fånga några droppar och stänka på barnets ögon vilket skulle ge det en bra syn.
Frambars två barn samtidigt av olika kön skulle pojken döpas först annars fick flickan skägg och gossen blev "käringaktig".

## Orgel
- Den nuvarande orgeln byggdes 1826 av Carl Grönvall, Hyby och är en mekanisk orgel. Orgeln renoverades 1967 av Anders Persson Orgelbyggeri, Viken.

| Manual           | Pedal   |
| Gedackt 8' B/D   | Bihängd |
| Principal 4' B/D |         |
| Flöjt 4'         |         |
| Kvinta 3'        |         |
| Oktava 2'        |         |
| Oktava 1'        |         |

## Galleri

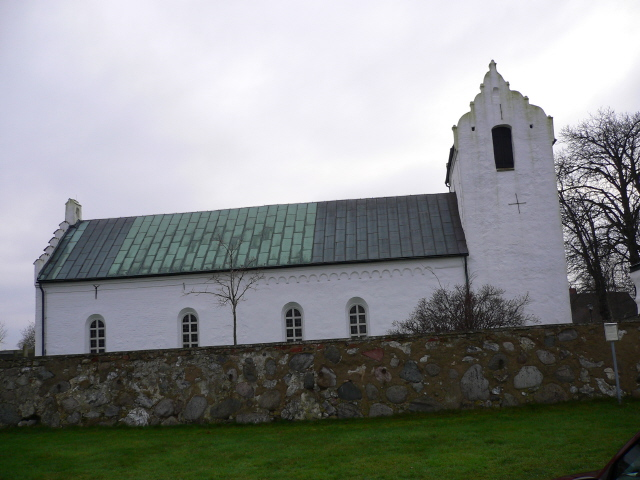
Norra långsidan
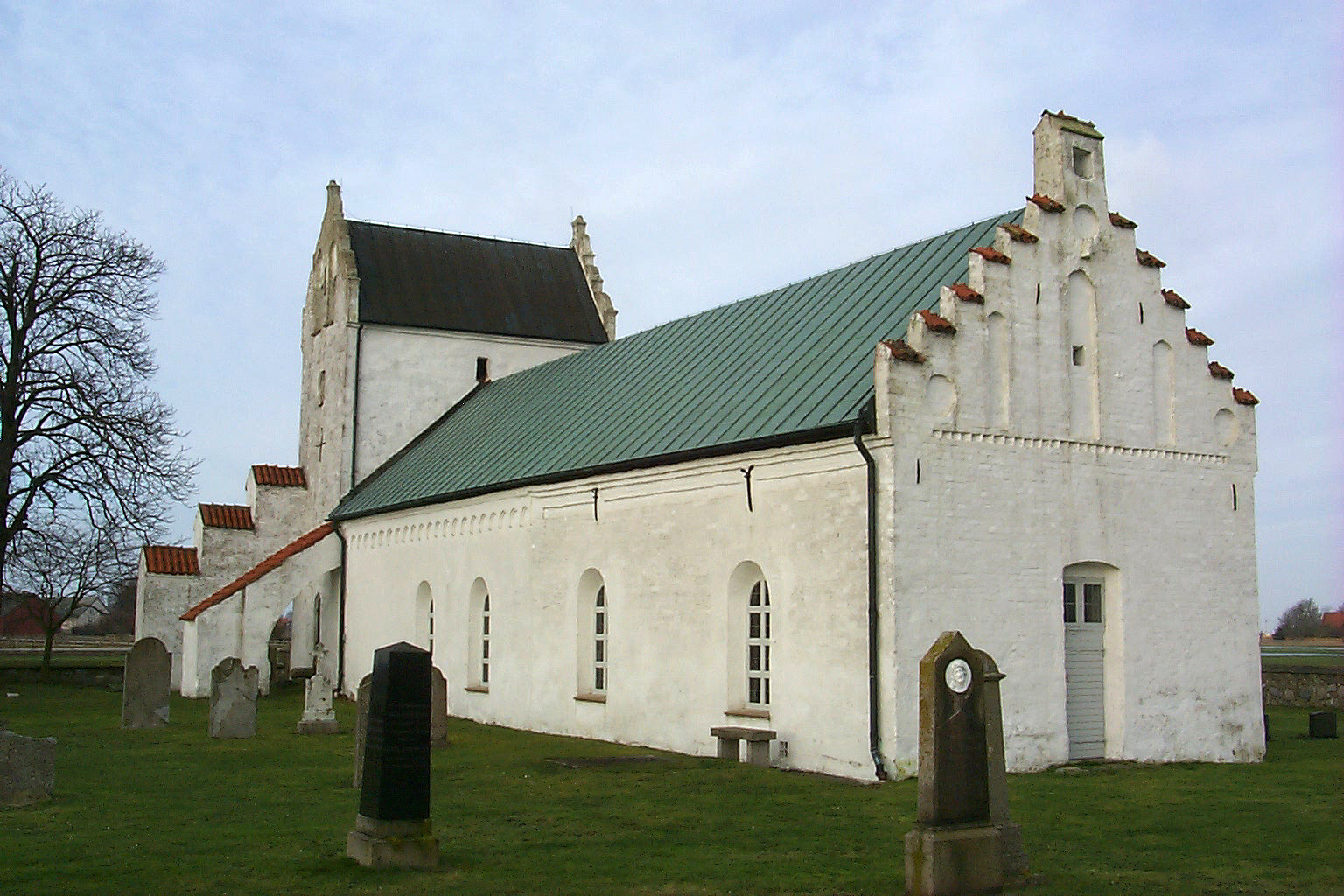
Kyrkan från sydost
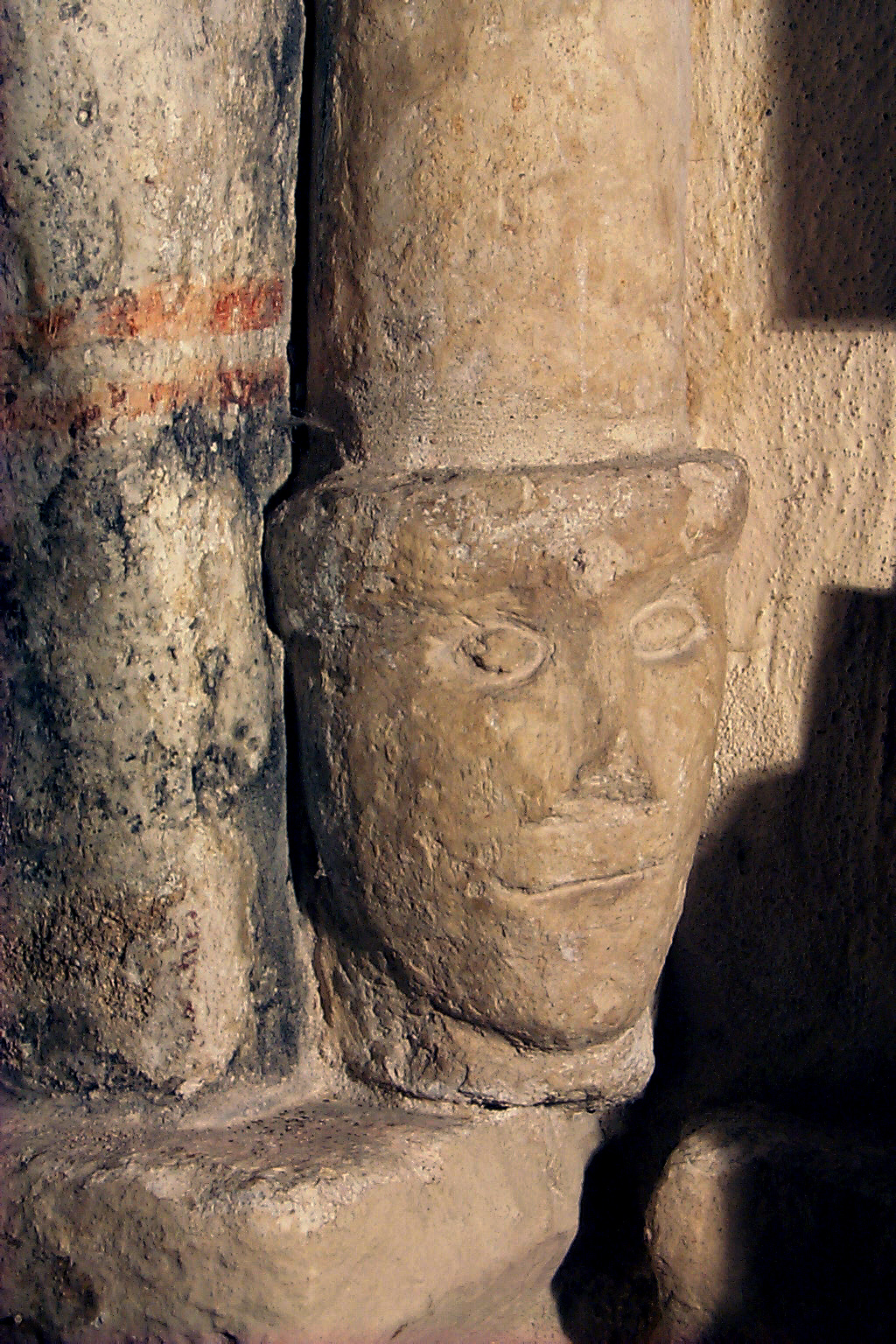
Skulptur i tornrummets valv
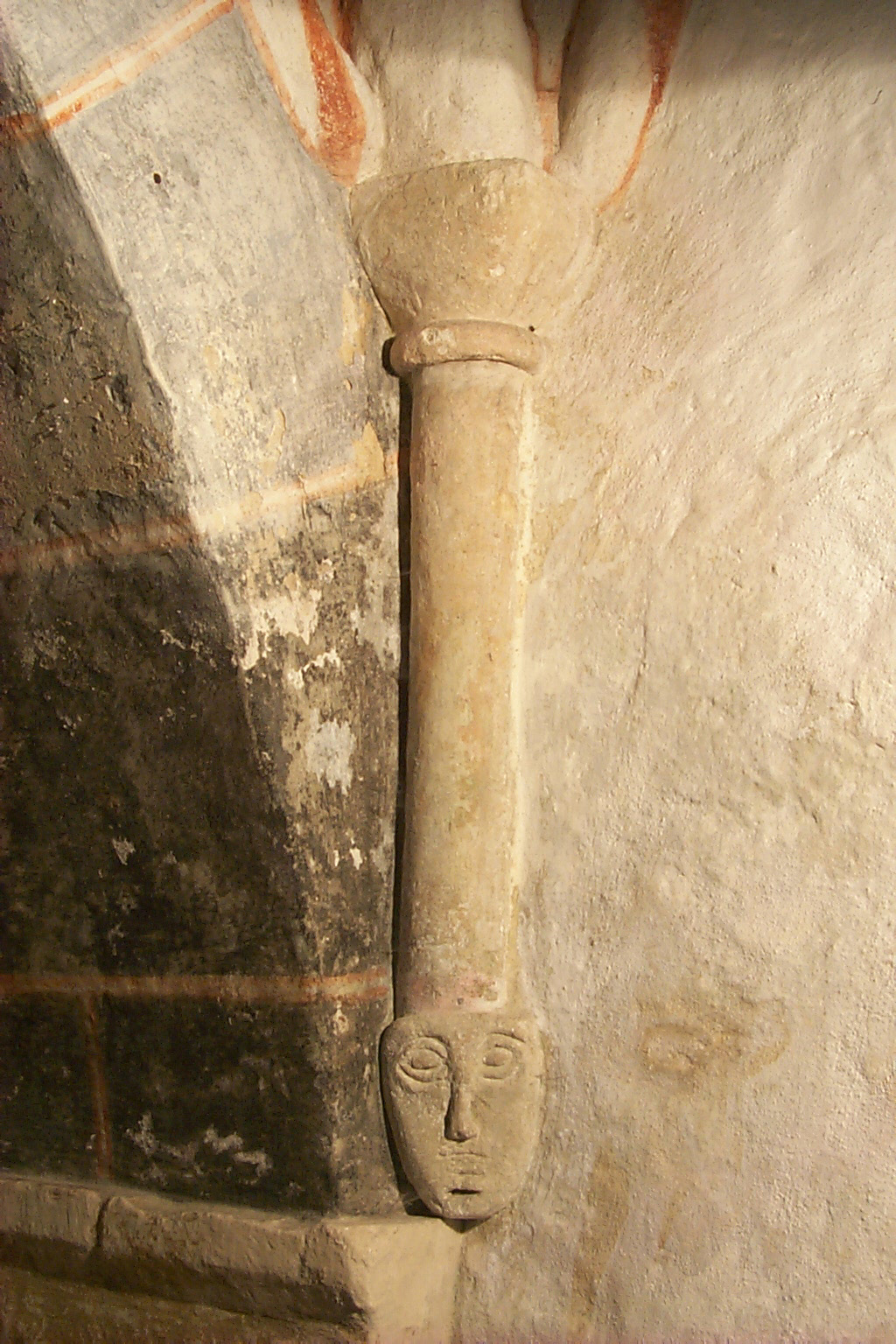
Det tidstypiska kapitälet från ca 1200